# Grevillea concinna
Espèce
Classification phylogénétique
Grevillea concinna est une espèce d'arbuste endémique à l'Australie-Occidentale. Il peut mesurer jusqu'à 1,6 mètre de hauteur et a des feuilles allongées.
Les fleurs sont produites de façon plus abondante entre septembre et décembre dans son aire naturelle. Le périanthe est argent, crème ou jaune-vert, le  style rose ou rouge (parfois rose ou jaune).
L'espèce a été décrite pour la première fois par le botaniste Robert Brown et sa description publiée dans les transactions de la Société linnéenne de Londres en 1810.

## Distribution
L'espèce se trouve dans les broussailles côtières entre cap Le Grand et Lucky Bay.